# Matej Krajčík
Matej Krajčík (* 19. März 1978 in Trenčín) ist ein ehemaliger slowakischer Fußballspieler.

## Vereinskarriere
Krajčík begann seine Karriere bei SH Senica. In der Saison 1996/97 spielte der Abwehrspieler für VTJ Malacky und wechselte anschließend zum tschechischen Zweitligisten VP Frýdek-Místek. Von 2000 bis 2001 stand Krajčík beim Ligakonkurrenten FC Vítkovice unter Vertrag, von 2001 bis 2002 beim SC Xaverov.
Anfang 2003 wurde Krajčík von Slavia Prag verpflichtet. Dort konnte er sich allerdings zunächst nicht durchsetzen und spielte leihweise erst für Viktoria Žižkov, danach für Dynamo Budweis. Mitte 2005 kehrte Krajčík nach Prag zurück und gehörte zu den Stützen der Mannschaft, die 2007/08 tschechischer Meister wurde. Im Januar 2009 wechselte Krajčík zu Reggina Calcio. Im Sommer 2009 kehrte er zu Slavia Prag zurück. Im Juni 2010 wechselte der Slowake zum Ligakonkurrenten FK Jablonec.

## Nationalmannschaft
Seit 2005 wird Krajčík in der slowakischen Nationalmannschaft eingesetzt.